# جنوآ (ویسکانسین)
جنوآ (به انگلیسی: Genoa) یک منطقهٔ مسکونی در ایالات متحده آمریکا است که در شهرستان ورنن، ویسکانسین واقع شده‌است. جنوآ ۰٫۹۵ کیلومتر مربع مساحت و ۲۵۳ نفر جمعیت دارد و ۱۹۹ متر بالاتر از سطح دریا واقع شده‌است.